# Brug 546
Brug 546 is een bouwkundig kunstwerk in het Amsterdamse Bos. Het Amsterdamse Bos maakt onderdeel uit van de gemeente Amstelveen, maar de gemeente Amsterdam voert het beheer.
De brug stamt vanuit de tijd dat er na de Tweede Wereldoorlog verder werd gewerkt aan het bos. De brug werd in april 1940 ontworpen, maar eerst op 21 juli 1947 aanbesteed; in september 1947 begonnen de werkzaamheden en in juni 1948 was de brug klaar. Brug 546 ligt in het zuidelijk deel van het bos, ten zuiden van de Burgemeester A. Colijnweg en Rijksweg 9/Burgemeester van Sonweg. De brug ligt in het knooppunt tussen de Nieuwe Meerlaan en de Burgemeester A. Colijnweg. Anders dan de andere bruggen in de directe omgeving ligt deze brug op maaiveldniveau; even verderop ligt brug 536 in een dijklichaam. Deze twee bruggen liggen slechts 135 meter uit elkaar, zijn qua ontwerp beide ongeveer even oud, zijn beide ontworpen door Piet Kramer van en met de Dienst der Publieke Werken en beide vertonen allerlei tekenen van de bouwstijl Amsterdamse School. Het is daarom opmerkelijk te noemen, dat het zeer verschillende bruggen zijn. Aan brug 536 wijst alles op een drukke verkeersbrug, brug 546 is een landelijk gelegen brug.
Kramer ontwierp voor het Amsterdamse Bos vier typen bruggen: ophaalbruggen (waaronder de ballenbruggen), allerlei houten parkbruggen, betonnen bruggen en de verkeersbruggen. Brug 546 is er één uit de derde categorie. Er liggen er talloze verspreid over het bos en lijken een basisontwerp te hebben. Echter al die betonnen bruggen zien er anders uit. Brug 546 is bijvoorbeeld de enige brug met door een open ruimte gescheiden rijdekken en vides met plantenbakken. Die plantenbakken hebben de vorm van een voorsteven van een schip. In de afwerking is er verschil tussen puntige en vloeiende vormen; tevens is de constructie van zowel beton als baksteen. De leuningen worden gevormd door gietijzeren constructies omhoog gehouden door dito balusters. Aan ieder zijde zijn er leuningen op twee hoogtes, daarbij draagt de onderste bestaande uit één laag als het ware bovenste bestaande uit twee lagen. Bij het aanknopingspunt omringt de onderste de bovenste. Apart is tevens te noemen de metalen balustrades rondom de opening. Het werd in 1999 omschreven als een brug van baksteen, gewapend beton en stalen liggers. Ook in 2023 heeft de brug een eigen indeling, van noord naar zuid: voetpad, rijdek, middenberm, rijdek, berm, fietspad en voet/ruiterpad. 
In 1999 werden alle bruggen in het Amsterdamse Bos door MTD Landschapsarchitecten in opdracht van de gemeente onderzocht op hun cultureel belang. Zij vonden brug 546 een architectonisch waardevolle brug, passend binnen het Kramer-oeuvre, al maakten de vele verkeersborden inbreuk op de schoonheid. 
De brug werd door de gemeente Amstelveen tot gemeentelijk monument verklaard, mede doordat het een geheel eigen karakter heeft. Zij merkte nog op, dat het brugdek wordt gedragen door natuurstenen (granieten) sluitstenen.
De brug kreeg de (officieuze) bijnaam Klimopbrug; er hing jarenlang een klimop aan. Amsterdam heeft sinds 2011 een officiële Klimopbrug, deze ligt aan het andere eind van de stad, Amsterdam-Noord.

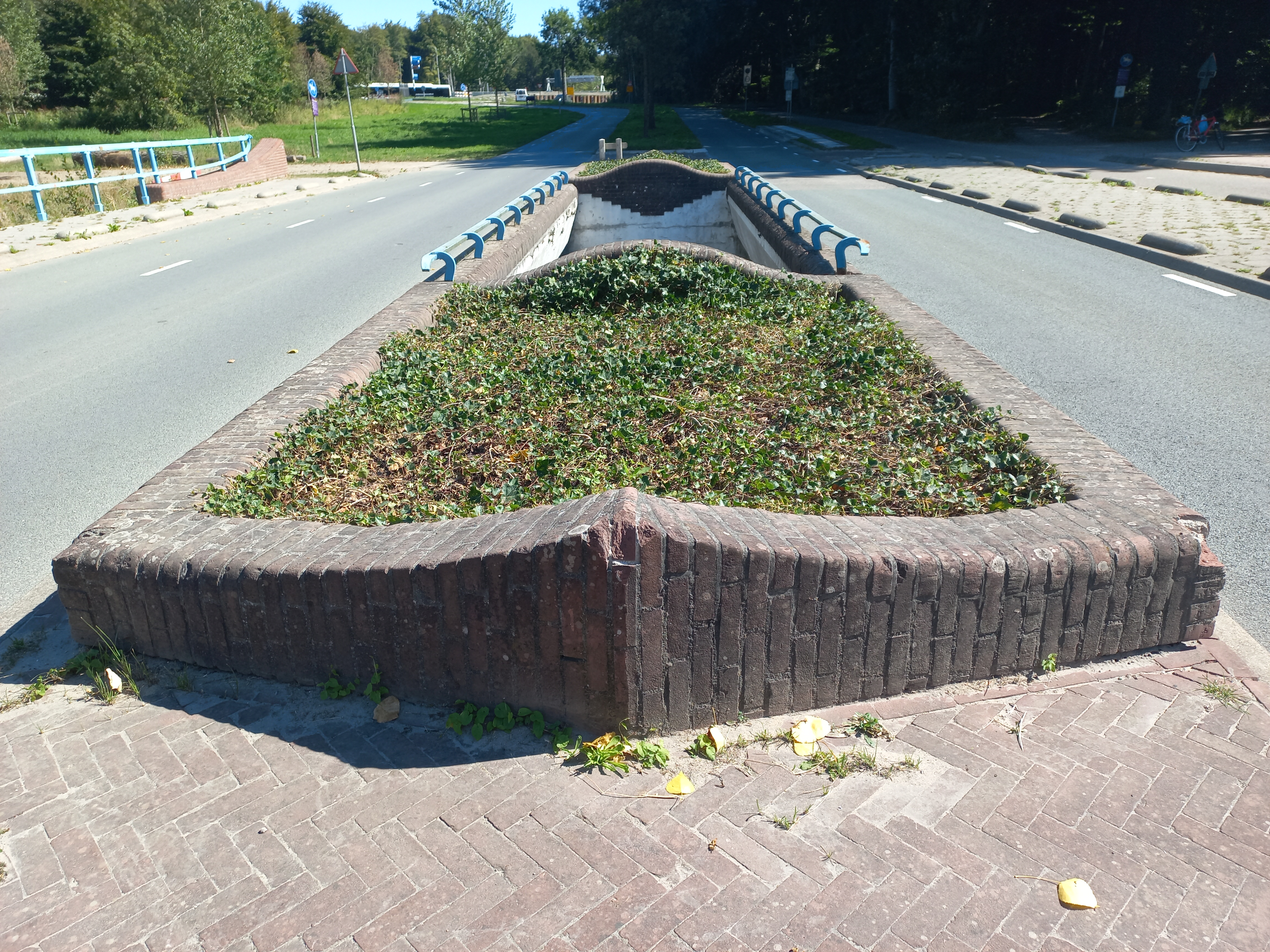
Middendeel brug 546 (augustus 2022)

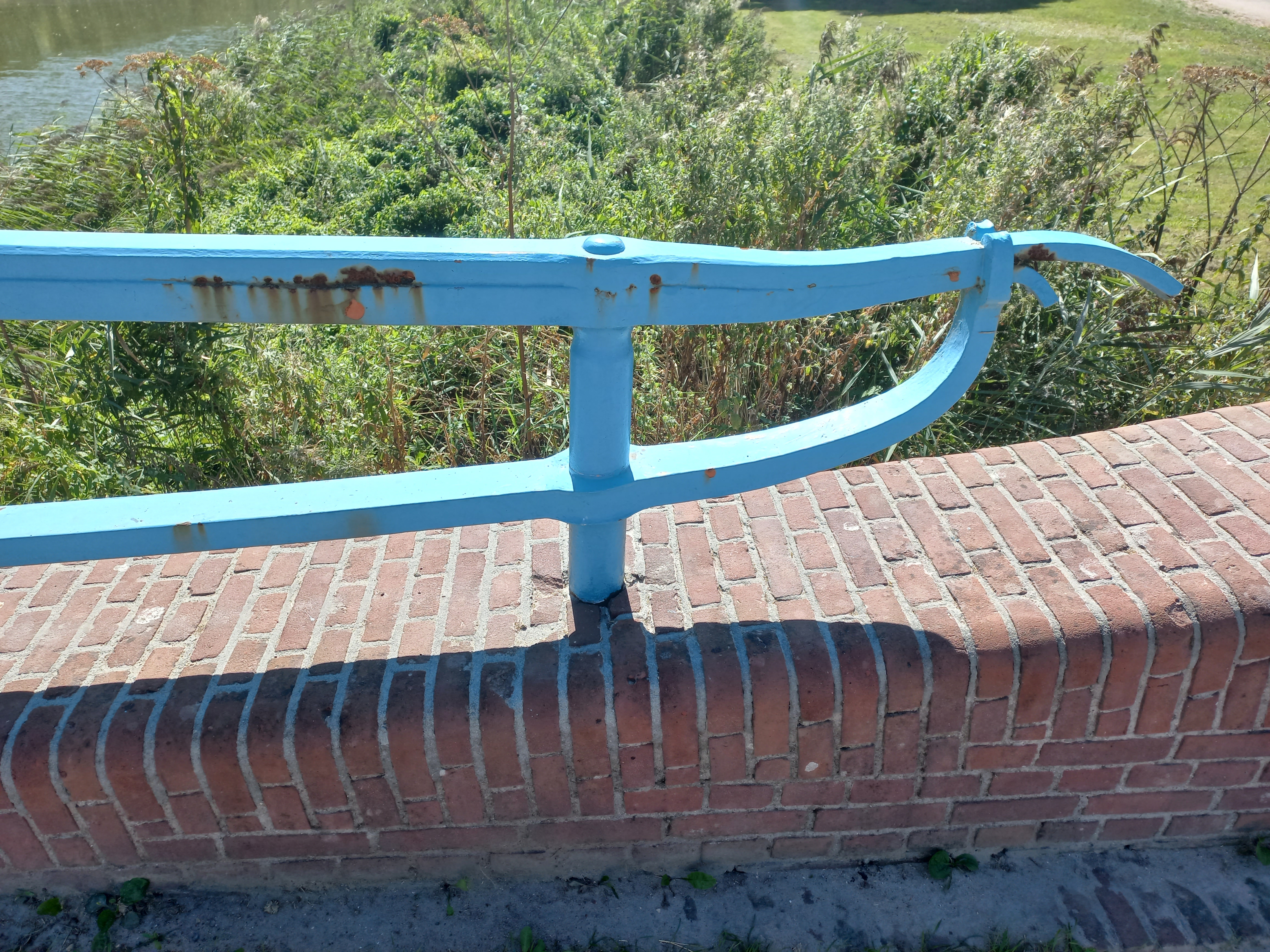
Leuninguiteinde (augustus 2022)

<<< · 500 · 501 ·  503 · 504 · 505 · 506 · 507 · 508 · 509 · 510 · 511 · 512 · 513 · 514 · 515 · 516 · 517 · 518 · 519 · 520 · 521 · 522 · 523 · 525 · 526 · 527 · 528 · 530 · 531 · 532 · 533 · 534 · 535 · 536 · 537 · 538 · 539 · 540 · 541 · 542 · 543 · 544 · 545 · 546 · 547 · 548 · 549 · 550 · 551 · 552 · 553 · 554 · 555 · 556 · 557 · 558 · 559 · 560 · 561 · 562 · 563 · 564 · 565 · 566 · 567 · 569 · 571 · 572 · 573 · 575 · 577 · 578 · 580 · 581 · 582 · 583 · 584 · 586 · 587 · 589 · 590 · 591 · 592 · 593 · 594 · >>>
Brugnummers 502, 524, 529, 568, 570, 574, 576, 579, 585, 588, 595, 596, 597, 598, 599 zijn niet (meer) vergeven.